# Eiksundbrua

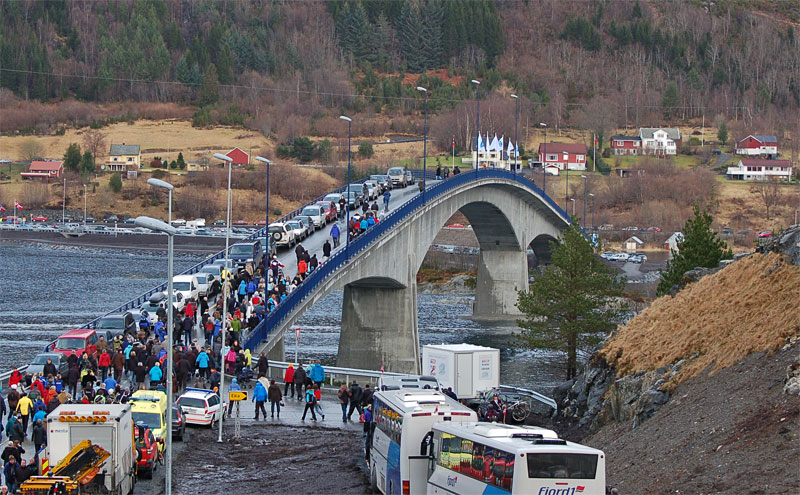
Die Eiksundbrücke bei der Eröffnungsfeier des Eiksundtunnels am 23. Februar 2008

Die Eiksundbrua (deutsch „Eiksundbrücke“) ist eine Brücke in der westnorwegischen Gemeinde Ulstein im Fylke Møre og Romsdal. Die 405 Meter lange und 16 Meter hohe Brücke verbindet die Insel Eika mit Hareidlandet. Der Entwurf für die Brücke stammt von Aas-Jakobsen. Die Baukosten betrugen 800 Millionen Norwegische Kronen. Die Eiksundbrua ist ein Teil des Eiksundsambandet (Eiksundverband), zu dem auch noch der Eiksundtunnel (7765 m), der Helgehorntunnel (1160 m) und der Morkaåstunnel (630 m) gehören.
Die Brücke wurde im Jahr 2005 fertiggestellt.